# Antti Törneroos
Antti Törneroos, född 3 mars 1835 i Itis, Nyland, död 8 februari 1896 i Helsingfors, var en finländsk författare. 
Törneroos blev student 1858 och filosofie magister 1864. Han tjänstgjorde som skollärare till 1871 och ägnade sig därefter uteslutande åt litterär verksamhet. Några år var han tidningsredaktör i Jyväskylä. 
Törneroos betydelse ligger i hans översättningar till finskan. Sålunda översatte han Franz Michael Franzéns Selma-sånger, Johan Ludvig Runebergs "Graven i Perrho" och Esaias Tegnérs "Axel". Särskilt blev översättning av skådespel och libretton för den unga finska teatern och operan en uppgift för honom. 
Han skrev även själv ett sorgespel, Saul (1868), vilket dock ej hade framgång. Hans dikter har större värde och kännetecknas, liksom hans övriga alster, av ett poetiskt och böjligt språk, vilket haft rätt stor betydelse för utvecklingen av finska språkets litterära  resurser. Han använde pseudonymen "Tuokko".